# 歌外波村
歌外波村（うたとなみむら）は、かつて新潟県西頸城郡にあった村。

## 地理
北側は日本海に面する。

## 沿革
- 1889年（明治22年）4月1日 - 町村制の施行により、西頸城郡歌村及び外波村の区域をもって、西頸城郡歌外波村が発足する。
- 1954年（昭和29年）10月1日 - 西頸城郡青海町に編入する。